# Кулаевская волость
Кулаевская волость (тат. قۈلاي ۋولىٰسىٰ, Колай вулысы), с 1924 года Пестречинская волость (Пестрецинская, тат. پىترەچ ۋولىٰسىٰ, Pitrəc vulьsь, Питрәч вулысы) — административно-территориальная единица в составе Казанского уезда Казанской губернии и Арского кантона Татарской АССР.
Волостное правление и квартира полицейского урядника находились в селе Кулаево. На 1910-е годы граничила с Кощаковской и Столбищенской Казанского уезда и Черемышевской, Селенгушской и Державинской волостями Лаишевского уезда.
Волость возникла не позднее 1870 года в составе Казанского уезда Казанской губернии. С 1920 года в составе Арского кантона Татарской АССР. В 1924 году вместе с переносом волостного центра в Пестрецы, переименована в Пестречинскую волость и укрупнена. В её состав вошли: собственно Кулаевская волость за исключением селений Гильдеево и Богородское, отошедших к Воскресенской волости, Черемышевская волость Лаишевского кантона полностью, селения Еленовка, Тверитиновка, Шемелка, Шигали 1-е, 2-е, 3-е, 4-е, 5-е, 6-е, 1-й и 2-й Починок Кощаковской волости, Люткино Державинской волости Лаишевского кантона, и Большие Кадыли Селенгушской волости того же кантона. В 1927 году в связи с образованием Рыбнослободского района в состав волости вошли селения Конь, Шали, Большие и Средние Девлезеры, Екатериновка и Александровка упразднённой Больше-Салтанской волости Лаишевского кантона.
В 1930 году при введении районного деления на всей территории Татарской АССР упразднена, вся территория волости (Пестречинский, Арышхаздинский, Апакаевский, Больше-Дертюлинский, Змеевский, Ивановский, Кулаевский, Люткинский, Тогашевский, Улановский, Черемышевский, Ново-Шигалеевский, Шемельский, Посёлко-Пашнинский, Старо-Шигалеевский, Починковский, Больше-Кадыльский, Шихаздинский, Екатериновский, Девлизерский, Шалинский, Коньский, Новосельский, Старо-Горский сельсоветы) вошла в состав Пестречинского района..